# Dievdirbys
Dievdirbys (plural: dievdirbiai, literalmente "Escultores de Deus") são escultores em madeira Lituanos que produzem estátuas de Jesus e dos Santos Cristãos. Sua arte, está intriscecamente relacionada com o fabrico de cruzes, listado entre as Obras-primas do Patrimônio Oral e Imaterial da Humanidade, pela UNESCO.
As estátuas são esculpidas de acordo com convenções artísticas antiqüíssimas, que precedem até mesmo a Cristianização da Lituânia. Os ícones são dispostos ao longo de estradas, cemitérios, capelas e igrejas.
As figuras mais popularmente esculpidas são as de São Roque, São  João Nepomuceno, São Casimiro, a Natividade, O Cristo Pensativo (conhecido como rūpintojėlis), São Floriano, São Jorge, Santo Antônio, Santa Águeda e Santo Isidoro.
Fazendo uso de ferramentas elementares, as esculturas são feitas de pedaços inteiriços de carvalho, e ocasionalmente pintadas. Para além das figuras tridimensionais, são esculpidos, ainda, tábuas em relevo e em baixo-relevo, as quais se usam na decoração de altares de igrejas rurais, estandartes de procissões, edículas, habitações e celeiros. As Estações da Via-Scra, ocasionalmente, também ostentam trabalhos desse tipo.